# Gianni Faresin

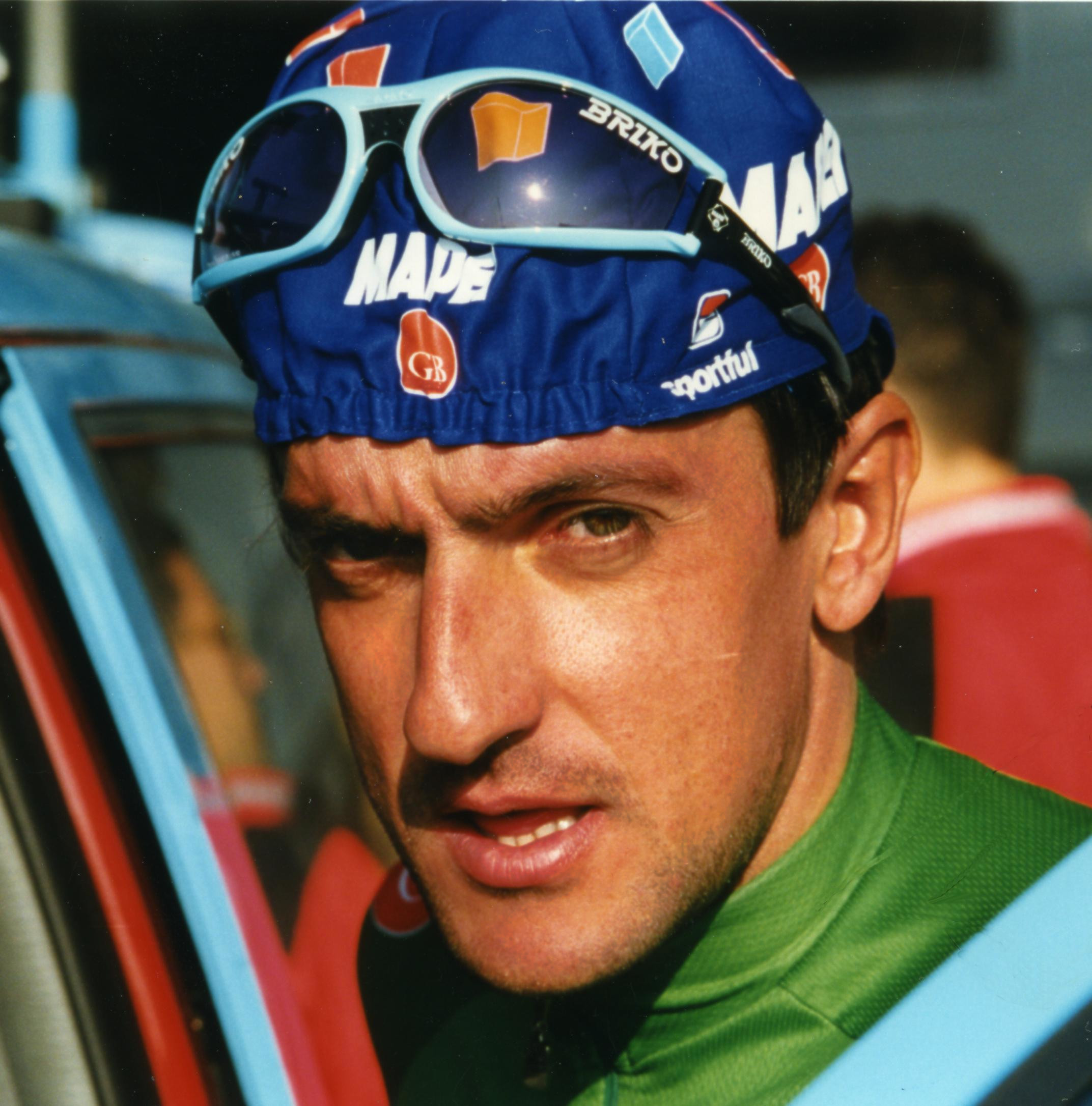
Gianni Faresin 1997

Gianni Faresin (* 16. Juli 1965 in Marostica, Provinz Vicenza, Italien) ist ein italienischer Sportlicher Leiter und ehemaliger Radrennfahrer.
Gianni Faresin war von 1988 bis 2004 Profi. Seine größten Erfolge waren die Siege bei der Lombardei-Rundfahrt 1995 und der italienischen Meisterschaft im Straßenrennen.
Dreimal startete Faresin bei der Tour de France. 1993 wurde er Elfter der Gesamtwertung, 1994 gab er auf und 1999 belegte er Platz 29. Zwölfmal startete er beim Giro d’Italia; seine beste Platzierung war Rang sechs 1998. Bei der Tour de Suisse 1996 wurde er Zweiter. 1997 wurde er bei der Vuelta a España Sechster und 2000 gewann er die Zwischensprintwertung. Zudem feierte er Siege bei kleineren Rennen, wie etwa 1991 beim Gran Premio Città di Camaiore, 2000 beim LuK Cup und 2001 beim Trofeo Matteotti.
2004 tauchte Gianni Faresins Name auf der Kundenliste des als Doping-Arzt bekannten Michele Ferrari auf. Kurz danach beendete Faresin seine Radsport-Karriere im Alter von 39 Jahren und wurde Sportlicher Leiter des Teams Gerolsteiner, für das er auch zuletzt gefahren war. Später wurde er Sportlicher Leiter des U23-Teams Zalf Euromobil Désirée Fior.